# ازروالن (داو تقديمت)
ازروالن هو دُوَّار يقع بجماعة تيلوكيت، إقليم أزيلال، جهة بني ملال خنيفرة في المملكة المغربية. ينتمي الدوّار لمشيخة داو تقديمت التي تضم 6 دواوير. يقدر عدد سكانه بـ 556 نسمة حسب الإحصاء الرسمي للسكان والسكنى لسنة 2004.

## روابط خارجية
- البوابة الوطنية للجماعات الترابية
- المندوبية السامية للتخطيط